# Jurij Konovalov
Jurij Konovalov, född 30 december 1929 i Baku, död 25 maj 2008 i Smolensk, var en sovjetisk friidrottare.
Konovalov blev olympisk silvermedaljör på 4 x 100 meter vid sommarspelen 1960 i Rom.